# Modestino, Fiorentino e Flaviano
Modestino, Fiorentino e Flaviano sono stati dei cristiani che hanno subito insieme il martirio e pertanto sono venerati come santi dalla Chiesa cattolica: sono patroni della città e della diocesi di Avellino e della cittadina di Mercogliano. Inoltre sono compatroni della città di Locri e della diocesi di Locri-Gerace (in Calabria).

## Agiografia
La passio medievale relativa ai tre martiri racconta che: Modestino nacque nel 245 circa ad Antiochia, divenendone vescovo nel 302. Fu arrestato, poiché infuriavano le persecuzioni contro i cristiani decretate da Diocleziano. Liberato dal carcere per intervento divino, giunse insieme ai due compagni: il presbitero Fiorentino e il diacono Flaviano, a Locri in Calabria, dove fu di nuovo incarcerato dal governatore. Dopo essere stato liberato "miracolosamente", e aver guarito da una malattia la figlia del governatore di Locri, provocando la conversione del governatore stesso, sbarcò a Pozzuoli e, guidato dall'arcangelo Michele, Modestino arrivò con i suoi compagni nel territorio di Avellino dove esercitò il suo ministero di evangelizzatore e di vescovo, e dove operò numerosi miracoli.
Essendo ancora in atto la persecuzione contro i cristiani, i tre compagni furono arrestati, processati e martirizzati con vesti arroventate nella località Pretorio di Mercogliano. La morte del vescovo Modestino avvenne il 14 febbraio del 311, mentre il presbitero Fiorentino con il diacono Flaviano morirono il giorno dopo. Tutti e tre vengono festeggiati il 14 febbraio.

## Culto

### Il rinvenimento delle spoglie dei martiri
Attorno al 1167 Guglielmo vescovo di Avellino, nella ricerca di materiale da riutilizzare per la costruzione della cattedrale, rinvenne le spoglie di Modestino e dei compagni martiri presso un'antica colonna. La cronaca riporta che il vescovo il 10 giugno di quell'anno, accompagnato dall'arcidiacono Bernardo, dall'arciprete Guglielmo, dal primicerio Alferio, maggiori dignità del Capitolo dei canonici, e da alcuni boni homines, rinveniva nel loco Urbinianum, nei pressi del pretorio di Mercogliano, le reliquie di Modestino, Flaviano e Fiorentino e le collocava nella cripta della Cattedrale.
Narra fra' Scipione Bellabbona che:

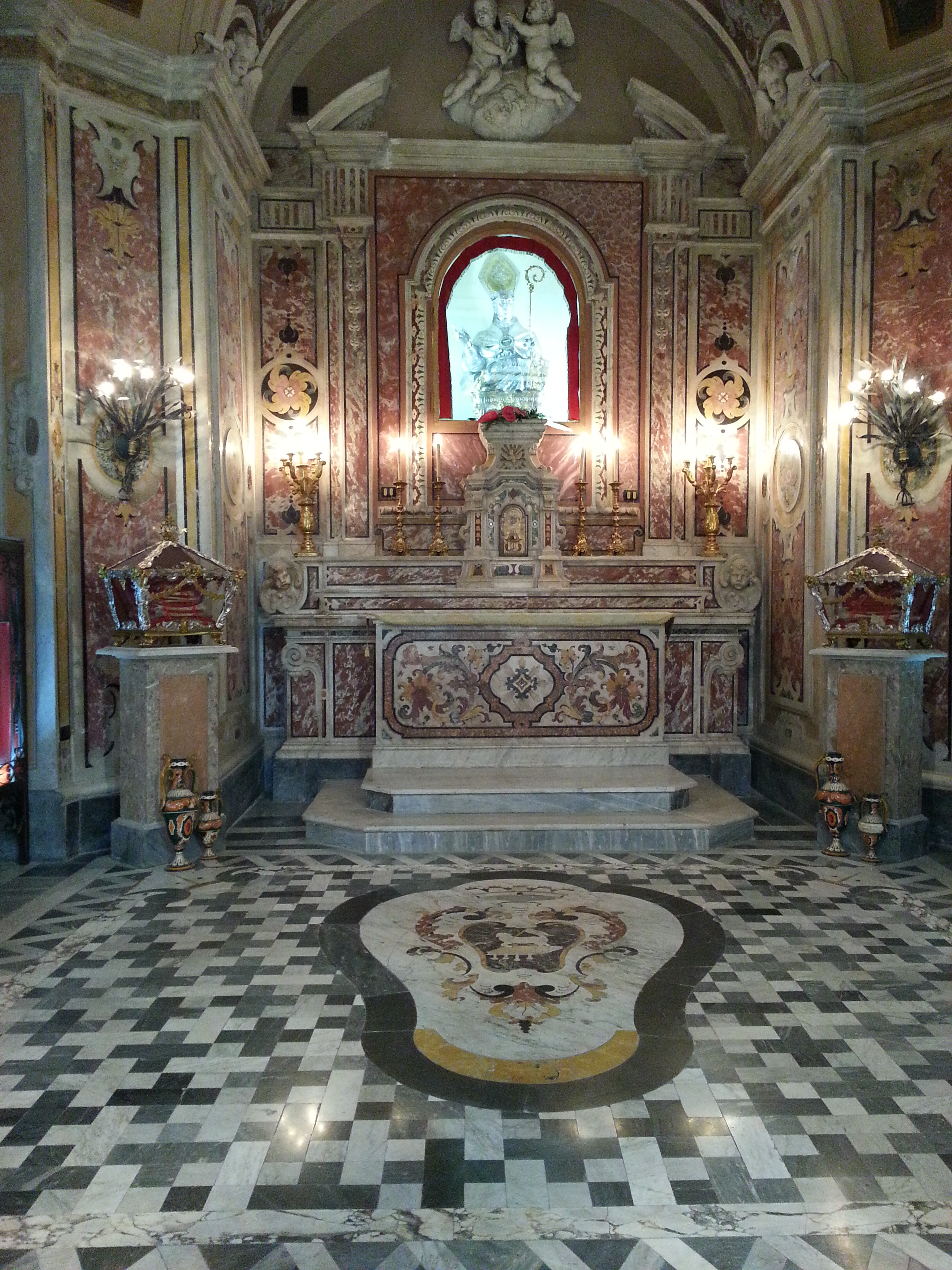
Cappella di San Modestino, all'interno della Cattedrale di Avellino

Il vescovo Ruggiero, nel 1220, contribuiva ad accrescere la venerazione per Modestino compilando una leggenda che rimane la fonte agiografica più antica, e proclamando Modestino, Fiorentino e Flaviano patroni principali della città e della diocesi di Avellino.
Una pergamena del 1308, conservata nell'archivio della cattedrale di Avellino narra che il vescovo Francesco in quell'anno inviava ad Avignone una delegazione guidata dal cerusico Giovanni Cantalupo, ottenendo il riconoscimento pontificio per il culto di san Modestino con un breve del papa Clemente V che concedeva cento giorni d'indulgenza a quanti:

### Le celebrazioni
Nel passato, in Duomo, ogni anno, il 10 giugno veniva celebrato il sinodo diocesano e in città si svolgeva una grande fiera. Alla vigilia della festa si rievocava la traslazione delle reliquie del patrono con una solenne processione fino alla Chiesa di San Carlo al Largo (sull'area dell'attuale palazzo Sarchiola all'inizio del corso), con i busti dei Santi Modestino, Fiorentino, Flaviano, Gennaro, Lorenzo, Anna, Biagio, Carlo Borromeo, Filippo Neri, Gaetano di Thiene, Andrea Avellino e Apollonia. Conclusa la veglia notturna nella stessa chiesa, rallegrata da luminarie e fuochi artificiali, la statua veniva riportata in cattedrale nella cappella di patronato della municipalità adornata di fiori, e di luci. Accompagnavano il corteo gli archibugieri, le dodici confraternite religiose con le variopinte mozzette e le sette comunità religiose: conventuali, cappuccini, domenicani, camaldolesi, fatebenefratelli, verginiani ed agostiniani. Ai busti reliquiari facevano corona, oltre al busto argenteo di san Modestino sorretto dalle prime quattro dignità capitolari arcidiacono, arciprete, primicerio maggiore e minore, il vescovo, scortato dai suoi cursori, il governatore, il sindaco e gli eletti fiancheggiati dai mazzieri. Era un tripudio di festa e di colori e al centro della vita cittadina era posta l'icona del santo martire che riannodava il presente al passato.

### L'anno giubilare Modestiniano 2011

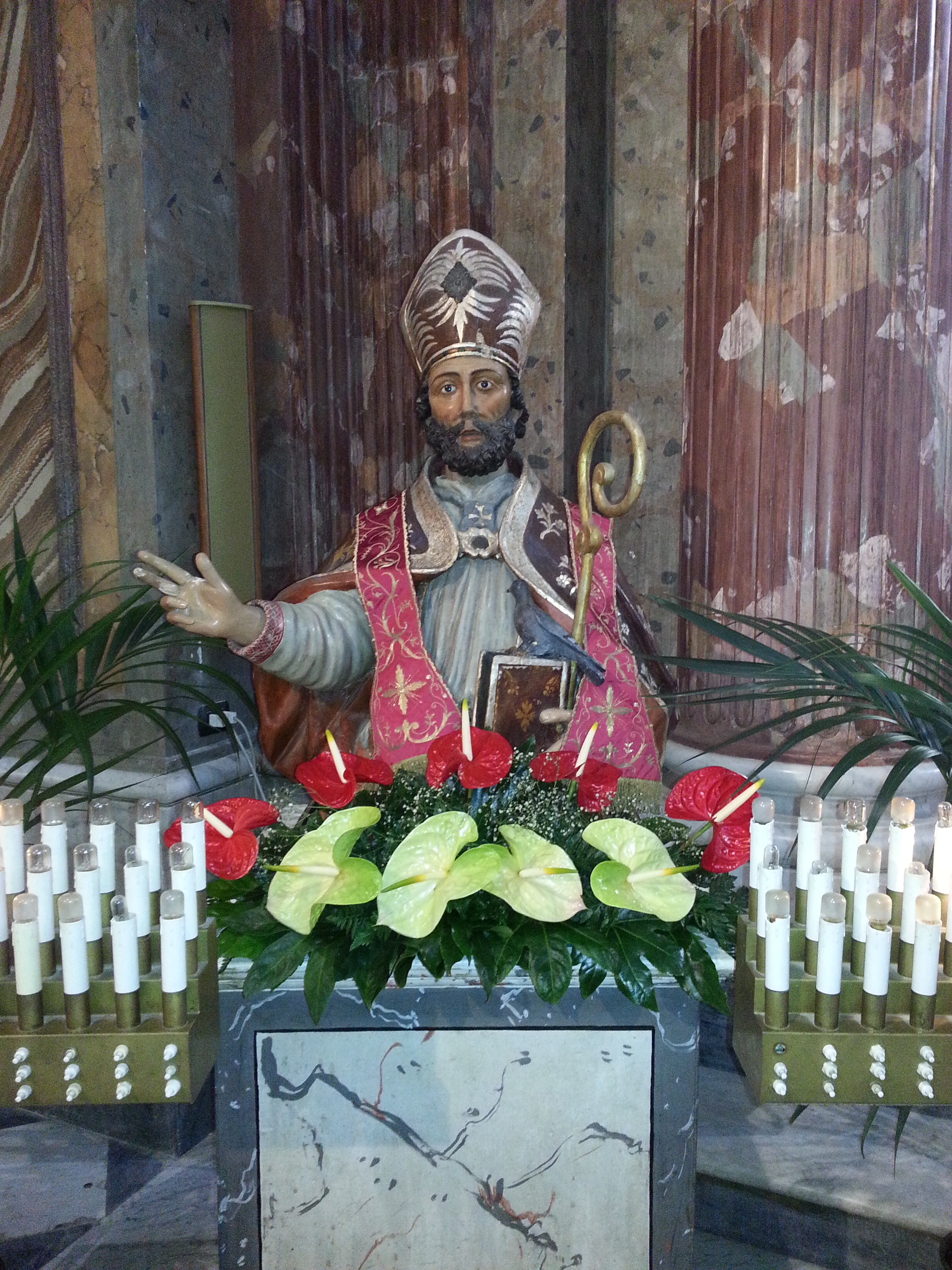
Simulacro ligneo di San Modestino venerato nella Cripta della Cattedrale di Avellino

L'8 gennaio del 2011 è stato indetto il giubileo dei Santi martiri Modestino, Fiorentino e Flaviano, in memoria del loro martirio avvenuto 1700 anni prima: il 14 febbraio 311 d.C. Sono state svolte molte celebrazioni, il 22 febbraio è avvenuta una ricognizione canonica dei resti dei tre santi e dall'analisi risulta che il corpo di San Modestino è di una figura maschile adulta, San Fiorentino figura maschile adulta, San Flaviano figura maschile giovanile. Inoltre è stata ripristinata la processione del simulacro argenteo reliquiario di San Modestino, con le altre reliquie che si trovano a Mercogliano, il 10 giugno in memoria del ritrovamento e della traslazione delle ossa da Mercogliano ad Avellino, avvenuta il 10 giugno 1167. L'8 gennaio 2012, con una messa solenne presieduta dal vescovo di Avellino Francesco Marino in cattedrale, è stata decretata la chiusura del Giubileo Modestiniano.

## Galleria d'immagini

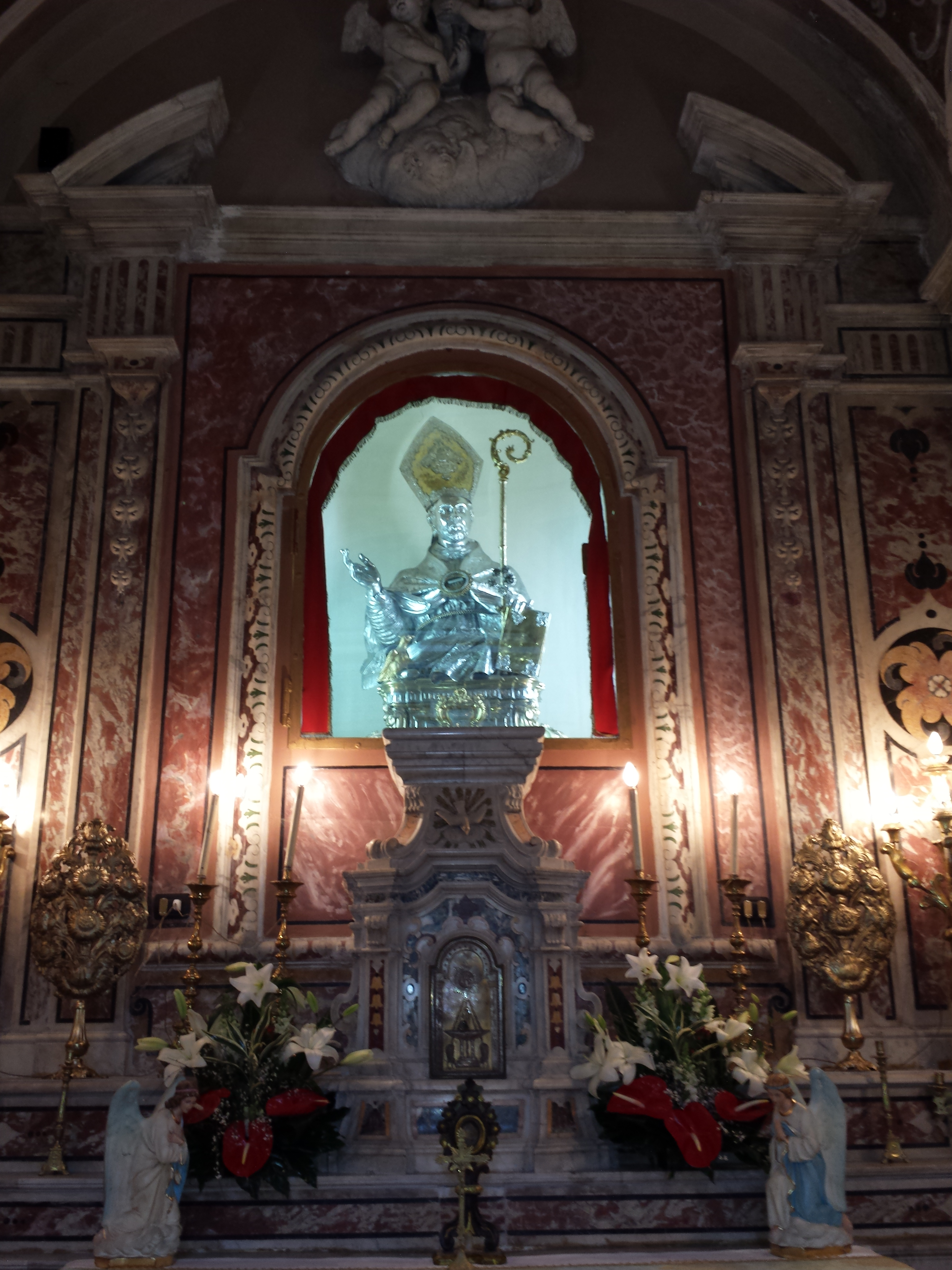
Altare di San Modestino-Cattedrale di Avellino
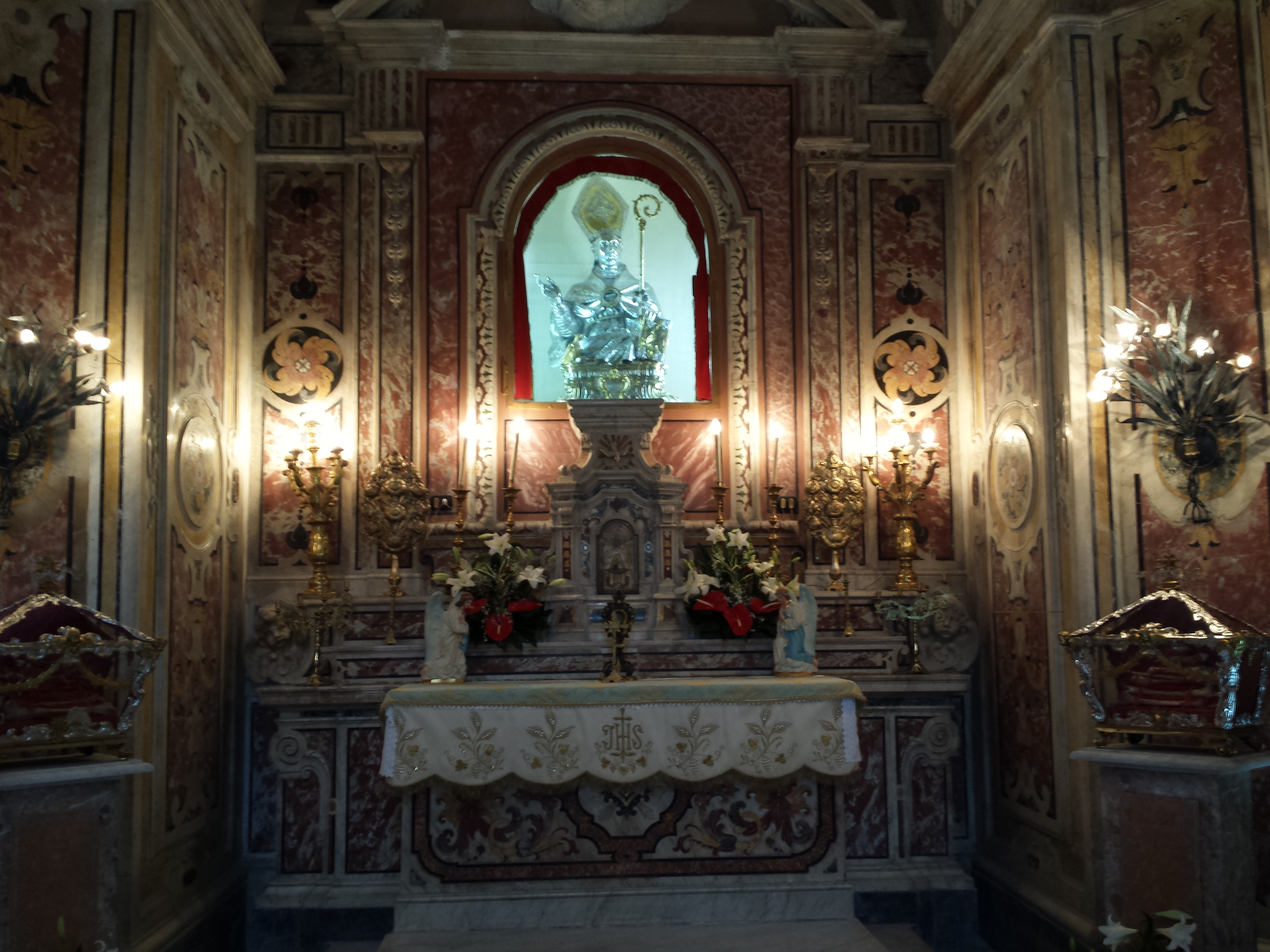
Cappella di San Modestino-Cattedrale di Avellino
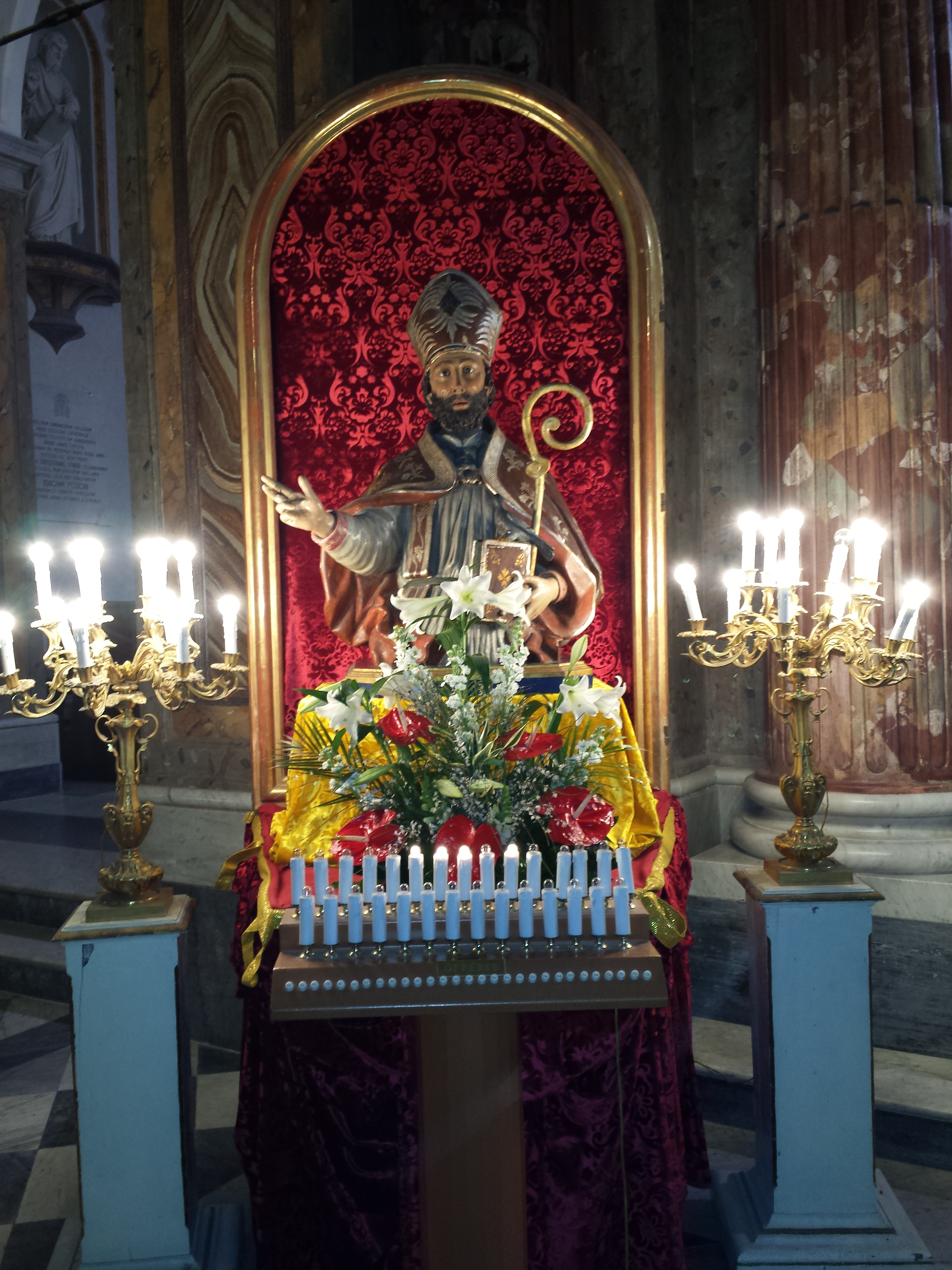
Busto ligneo di S. Modestino V. e M. venerato nella Cripta del Duomo di Avellino
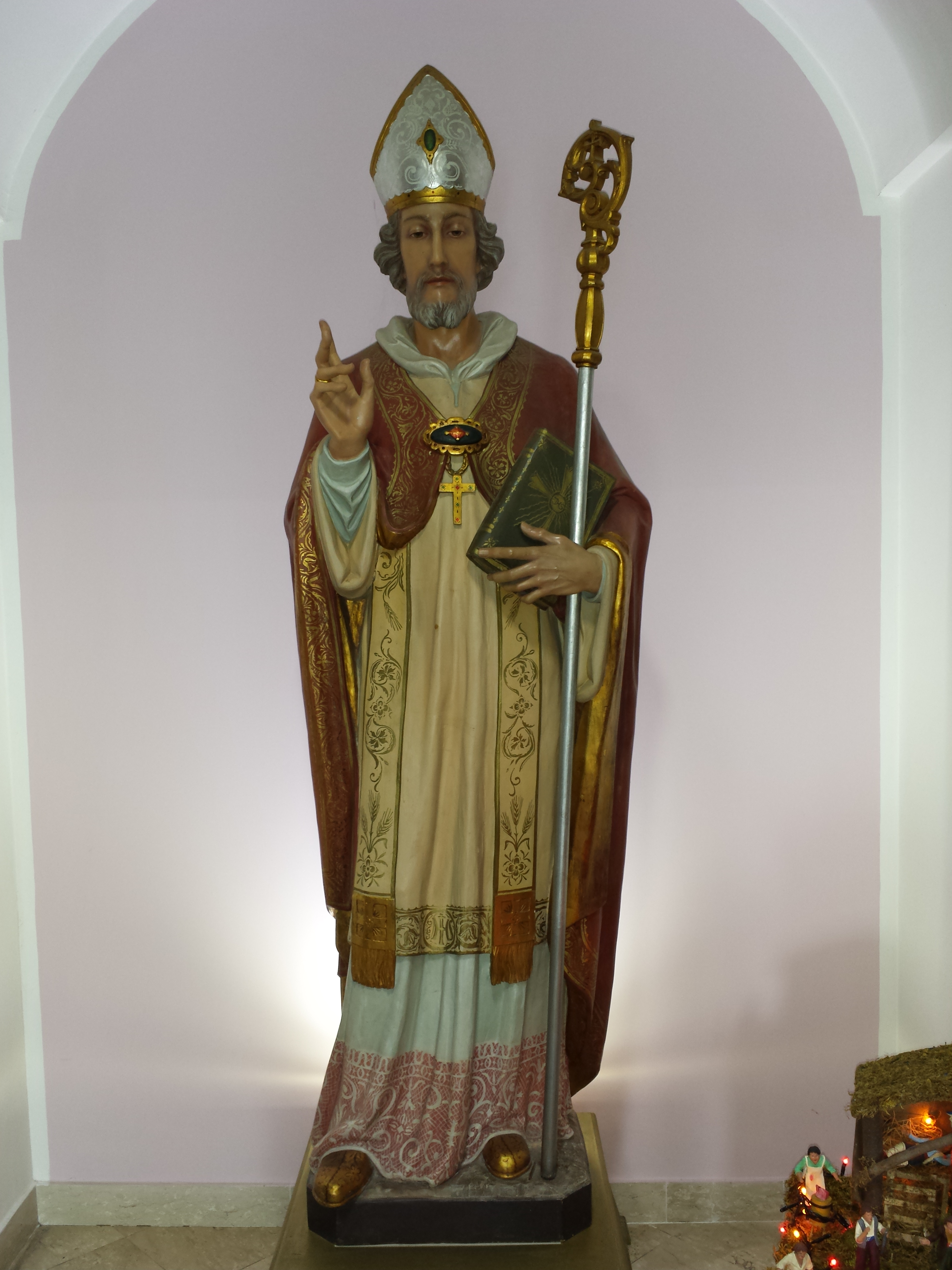
Simulacro di S. Modestino V. e M. Patrono di Avellino (venerato nel Vescovado della Città)